# Dagna
Dagna – imię żeńskie pochodzenia skandynawskiego. Spolszczona forma imienia Dagny wywodzącego  się z połączenia słów dag – „dzień” i ny – „nowy”.
Dagna imieniny obchodzi 11 września i 16 października.
Znane osoby o imieniu Dagny:
- Dagny Juel Przybyszewska – norweska artystka;
- Dagny Taggart – bohaterka bestsellerowej powieści Atlas zbuntowany.